# Liste der Bodendenkmäler in Auerbach (Landkreis Deggendorf)
Auf dieser Seite sind die Bodendenkmäler in der niederbayerischen Gemeinde Auerbach zusammengestellt. Diese Tabelle ist eine Teilliste der Liste der Bodendenkmäler in Bayern. Grundlage ist die Bayerische Denkmalliste, die auf Basis des Bayerischen Denkmalschutzgesetzes vom 1. Oktober 1973 erstmals erstellt wurde und seither durch das Bayerische Landesamt für Denkmalpflege geführt wird. Die folgenden Angaben ersetzen nicht die rechtsverbindliche Auskunft der Denkmalschutzbehörde.

## Bodendenkmäler der Gemeinde Auerbach

### Bodendenkmäler in der Gemarkung Auerbach
| Lage                | Objekt | Akten-Nr.     | Bild |
| ------------------- | --- | ------------- | ---- |
| Auerbach (Standort) | Untertägige mittelalterliche und frühneuzeitliche Befunde und Funde im Bereich des Kirchhofes und der katholischen Pfarrkirche St. Pankratz und Margareta in Auerbach. | D-2-7144-0004 |      |

### Bodendenkmäler in der Gemarkung Engolling
| Lage                 | Objekt                                                         | Akten-Nr.     | Bild |
| -------------------- | -------------------------------------------------------------- | ------------- | ---- |
| Engolling (Standort) | Burgstall hochmittelalterlicher Zeitstellung mit Vorburgareal. | D-2-7244-0001 |      |